# Synagoge (Gondelsheim)

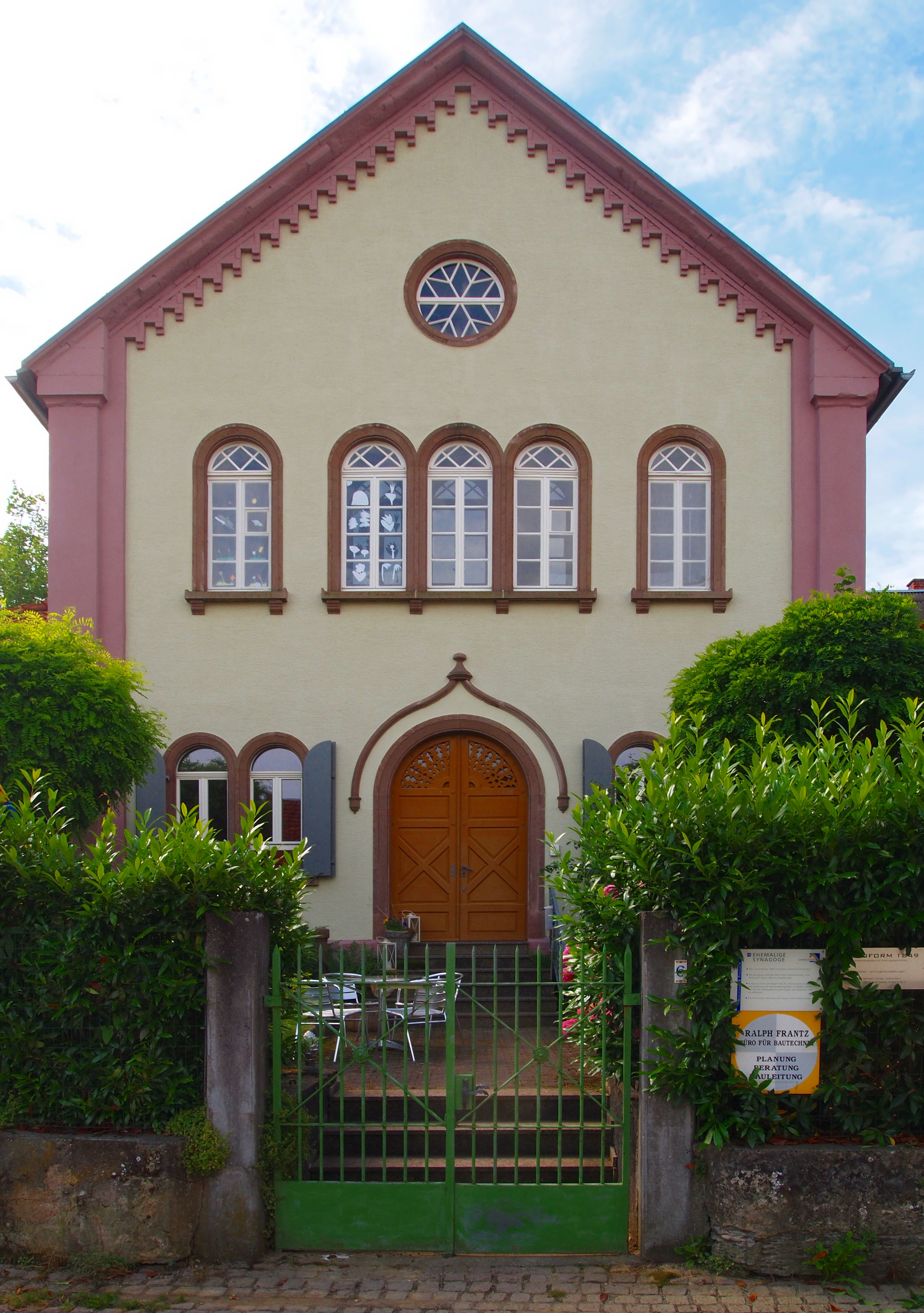
Ehemalige Synagoge in Gondelsheim (2015)

Die Synagoge in Gondelsheim, einer Gemeinde im Landkreis Karlsruhe in Baden-Württemberg, wurde 1849 errichtet. Die profanierte Synagoge in der Leitergasse 6 ist ein geschütztes Baudenkmal.  

## Geschichte
Die Jüdische Gemeinde Gondelsheim besaß seit dem 18. Jahrhundert einen Betsaal. Im Jahr 1838 beschloss die jüdische Gemeinde eine Synagoge zu bauen. Damals gehörten 99 Personen der jüdischen Gemeinde in Gondelsheim an. Die Haushaltsvorstände der jüdischen Familien hatten sich zur Zahlung eines wöchentlichen Beitrages verpflichtet, um den Bau der Synagoge zu finanzieren. Eine Kollekte bei den jüdischen Gemeinden der Amtsbezirke Bretten, Eppingen, Durlach, Ettlingen, Pforzheim sowie dem Landamt Karlsruhe wurde von den Behörden genehmigt. Die nach den Plänen des Hofbaumeisters Künzle errichtete Synagoge wurde 1849 feierlich eingeweiht. Sie ist in neuromanischem Stil erbaut, mit Rundbogenfenstern und einem Zackenfries am Giebel.  
Wegen der geringen Zahl der Gemeindeglieder konnte bereits Anfang der 1920er Jahre kein regelmäßiger Gottesdienst mehr gefeiert werden. Die Synagoge wurde nach der Auflösung der jüdischen Gemeinde im Jahr 1925 geschlossen und 1930 verkauft. Der Betsaal wurde seit 1928 von der Neuapostolischen Kirchengemeinde genutzt. Nach dem Bau einer Kirche für die Neuapostolische Kirchengemeinde im Jahr 1963, wurde der Betsaal der ehemaligen Synagoge gewerblich genutzt. Bis 2003 war darin das Lager eines Getränkehandels. Das Gebäude befindet sich weiterhin in Privatbesitz.      
Von der ehemaligen Synagoge sind Torarollen erhalten, die sich heute in einer Synagoge von Kfar-Eliahu in Israel befinden.